# Acropyga paleartica
Acropyga paleartica é uma espécie de formiga do gênero Acropyga, pertencente à subfamília Formicinae.